# Juifs troglodytes

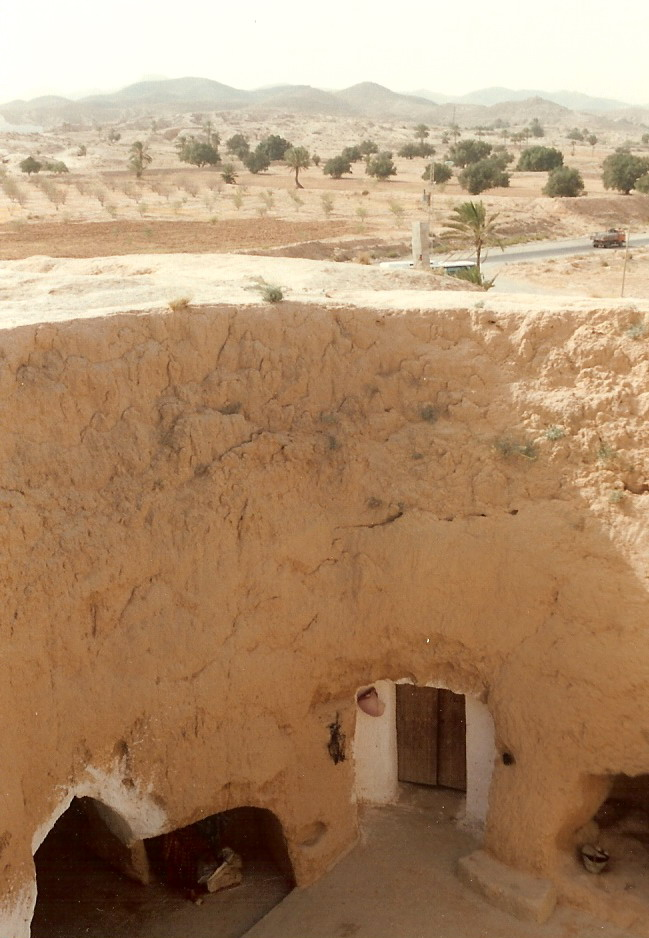
Des maisons troglodytes près de Matmata en Tunisie.

Les Juifs troglodytes, aussi connus sous les noms de Juifs des montagnes, Juifs de Gharyan ou Djebalia, sont des Juifs s'étant établis dans le djebel Nefoussa en Libye et de manière plus diffuse dans les monts Matmata en Tunisie. Cet ensemble de communautés n'existe plus de nos jours.
Leur nom provient de leur coutume partagée avec leurs voisins musulmans de vivre dans des habitations excavées dans la roche afin de se protéger des fortes chaleurs de la région. Leur habitat était composé de pièces organisées autour d'une cour creusée dans le sous-sol avec un toit se situant au niveau du sol ; elles étaient donc invisibles depuis la route. Plusieurs familles vivaient ensemble, des excavations séparées servant de cuisine, de fournil et de garde-manger ; l'une d'elles faisait office de synagogue.

## Histoire
Au XIe siècle, on retrouve trace de la communauté juive du djebel Nefoussa dans les chroniques de l'historien Al-Bakri qui évoque la ville de Jadu, ancienne capitale du djebel qu'il décrit comme une importante place marchande entretenant des relations commerciales transsahariennes avec les régions de Fezzan et le Kanem habités par une importante communauté juive.
En 1510, 800 Juifs de Tripoli en Libye trouvent refuge dans le Djebel Nefoussa à la suite de la prise de la ville par les Espagnols. Plus tard, entre les XVIIe et XIXe siècles, le flux s'inverse, beaucoup des Juifs du djebel migrant en direction de la côte, principalement à destination de Tripoli, d'autres villes côtières libyennes et de Gabès en Tunisie. On recensait encore entre 2 000  et   2 500 Juifs dans le djebel Nefoussa et ses appendices, les monts Gharyan et Tarhounah, vers 1914.
En 1949, la communauté de Gharyan quitte le djebel pour rejoindre à nouveau la capitale libyenne afin de faire son alya en raison de la dégradation de la condition des Juifs en Libye après l'indépendance du pays. Ces Juifs forment plusieurs moshavs (villages) en haute Galilée.
Certains noms tels Fitoussi, Gallula, Ankri, Magaïdes, Sitruk, Djebali, Gharyani ou Sroussi correspondant à des toponymes du djebel témoignent des origines nefoussi d'un certain nombre de familles juives d'Afrique du Nord.

## Langue
Alors qu'ils vivaient au sein d'une population berbérophone, les Juifs troglodytes étaient arabophones, n'utilisant le nafusi que pour leurs communications externes. Cette situation est similaire à celle qui prévalait chez les Juifs du Mzab en Algérie, eux aussi arabophones et entourés de berbérophones. Il est cependant possible qu'à des époques antérieures, le berbère ait constitué la langue native de la communauté.